# Kishorn Island
Kishorn Island är en obebodd ö i Loch Kishorn i Highland, Skottland. Ön är belägen 4 km från Plockton.